# 小松原芳太郎
小松原 芳太郎（こまつばら よしたろう、1839年（天保10年）- 1866年（慶応2）4月10日）は、江戸幕府より名字帯刀を許された商人。岡山県倉敷市出身。諱・義矩。屋号・藤井屋善右衛門。

## 略歴
- 1839年、小松原善平の子として生まれる。※1838年生まれとする資料もある。
- 剣術道場を開き剣士としても知られた。
- 1866年、倉敷浅尾騒動で戦死。